# ブリヂストン・アルベルト
ブリヂストン・アルベルト（ALBELT）はブリヂストンサイクルが製造・販売しているシティサイクルである。

## 概要
名前の通り、アルミフレームによる軽量さと、ベルトドライブが特徴である。ブリヂストンの自転車の中で唯一CM放映されている車種である。通学自転車のロングセラー。
一部は電動アシストが内蔵された機種（アルベルトe）が存在する。これは前輪に装置が取り付けられた二輪駆動自転車型が採用されている。

## 車名の由来
ALBELT - フレームの材料のアルミとベルトドライブから。

## 兄弟車
アルサスが改良(バージョンアップ)モデルの兄弟車である。アルベルトをベースに、リアサスペンションを設けたものである。初期のモデルはチェーンのみだが、ベルトドライブモデルも追加された。2006年に製造終了。

## 共通仕様
- 軽量アルミフレーム
- ベルトドライブ: ブリヂストンの伝統的なベルトドライブであるフローティング方式

## 歴史

### 2003年モデル
2002年の11月25日発売。春需の最重点車種として売り出された。イメージモデルなし。
主な特徴
- 「iパネル」（速度メーター、DXのみ）
- 軽量設計アルミフレーム ブリヂストンサイクルの一般軽快車と(どれと?)比べ3kg軽量化
- 「空気見張る君」（タイヤ空気圧チェッカー）
- 「スーパーマイティロードタイヤ」（長寿命、パンクに強い軽い走行感）
- 「BQロックQ」
- 「点灯虫」（暗くなると自動点灯）

タイプ（すべてのタイプの共通部分は3段変速、26・27インチ車輪）
- DX S型 BTPM
- DX S型 BTM
- DX L型 BTM
- S型
- L型

色はSPミラーシルバー、PSクールシルバー、クロツヤケシ、Fピンクレッド、PSライトブルー、PSライトオレンジ、PSクールグリーン、Pオーロラホワイトでグレードによって選択できる色が異なる。

### 2005年モデル
2004年11月9日発売。イメージモデルに上野樹里を起用。同年制定の安全基準「BAA」に適合（以降のモデルも同様）。
主な特徴
- 「ホワイトフラッシュONE」（高輝度白色LED、ヘッドライトの中にフロントリフレクタが内蔵されている）
- 「一発二錠」（前輪と後輪を同時にロック 。前輪はハンドルロック、後輪はリングロック）
- 「ソーラーテールランプ」（太陽光で充電。光センサーと振動センサーにより点滅を始める。太陽光で充電するため、電池交換が不要）
- 3段自動変速（スーパーロイヤルのみ）

以下は2003年モデルとほぼ同じ。
タイプ（スーパーロイヤルを除く、すべてタイプは無段・3段変速、26・27インチは共通）
- スーパーロイヤル 3段自動変速
- ロイヤルDX・S型 ARS-TP
- ロイヤルDX・L型 ARL-TP
- DX・S型 ADS-TP
- DX・L型 ADL-TP
- シティ・S型 ACS-P
- シティ・L型 ACL-P
- ホーム・U型 AU-TP・AU-P

### 2006年モデル
2005年11月下旬全国発売。イメージモデルは引き続き上野樹里。3段内装変速の他、新たに8段内装変速が追加され、3段自動変速が無くなった。タイプを8タイプから5タイプへ削減。最上級車種がスーパーロイヤルからロイヤルエイトに変更、シティ・ホームが廃止された。

### 2007年モデル
2006年11月15日全国発売。イメージモデルは夏帆に変更。マイナーチェンジモデルで若干仕様が変わっている。変更点は下記の通り。
- グリップベルの音の改善
- リアのみだったローラーブレーキが、フロントにも採用（ロイヤル・ロイヤルエイトのみ）
- ロイヤル以外はスーパーホワイトフラッシュ点灯虫では無く0.5Wのホワイト点灯虫

タイプ
- ロイヤルエイト　27インチ　　　内装8段変速
- ロイヤルS型　　26・27インチ　内装3段変速
- ロイヤルL型　　26・27インチ　内装3段変速
- S型　　　　　　26・27インチ　内装3段変速
- L型　　　　　　26・27インチ　内装3段変速

主な特徴
- 「ホワイトフラッシュ点灯虫」（高輝度白色LED、左右対称のリフレクタで中央にLEDを設置）
- 「一発二錠」（前後同時ロック）
- フロントローラーブレーキ（ロイヤルエイト、ロイヤルのみ）
- 「ソーラーテールランプ」（太陽光で充電する。ランプとリフレクタが内蔵）
- 新型ノンスリップペダル
- 「空気ミハル君」（ロイヤルエイト、ロイヤルのみ）

### 2008年モデル
2007年11月下旬発売。イメージモデルは引き続き夏帆。2006年・2007年には無かった「シティ」が復活。
タイプ
- ロイヤルエイト　　　27インチ
- ロイヤル(S型・L型) 26・27インチ
- DX(S型・L型)　　　 26・27インチ
- シティ　　　　　　　26・27インチ

前年モデルからの変更点
- ロゴの変更
- ヘッドライトをモデルチェンジ（オートライト車はホワイトWフラッシュ点灯虫で0,5wLEDを2灯装備。シティはホワイトフラッシュダイナモランプ）
- 「ソーラーテールランプⅡ」(LEDを２灯装備)
- 新型グリップシフト(シフター一体型インジゲーター採用モデル)
- スーパーコンフォートサドル2

### 2009年モデル
2008年12月上旬発売。イメージモデルは志田未来に変更。前年復活したベーシックモデル「シティ」が再び廃止。代わりとなる「アルベルト」（グレード無し）がレギュラーモデルとして登場。全タイプで〔低床フレーム〕を採用。
タイプ
- ロイヤルエイト　　　 27インチ　　　内装8段変速
- ロイヤル(S型,L型)　 26・27インチ　内装3段変速
- アルベルト　　　　 　26・27インチ　内装3段変速

前年モデルからの変更点
- タイプ『シティ』・『DX』の廃止
- 新色の追加
- 低床フレームの採用
- 全モデルにオートライトシステムを標準装備
- ヘッドライトのモデルチェンジ（1wから2wに電力出力を上げた事による規格及び名称変更→ホワイトフラッシュWパワー点灯虫）

### 2010年モデル
2009年12月10日にホームページにて発表。イメージモデルは引き続き志田未来。
タイプ
- ロイヤルエイト　　　 27インチ　　　内装8段変速
- ロイヤル(S型,L型)　 26・27インチ　内装3段変速
- アルベルト　　　　 　26・27インチ　内装3段変速

前年モデルからの変更点
- カラー(アイリス・ブルー)の廃止
- サドルの変更、ロイヤルエイト、ロイヤル　スーパーコンフォートサドルⅡ⇒スーパーコンフォートサドルⅢ、アルベルト　スーパーコンフォートサドル⇒スーパーコンフォートサドルⅡ
- アルベルトは「ソーラーテール」を搭載し、アルベルトのみ1000円価格が値上げ
- ロイヤルエイト、ロイヤルはサドル以外は変更されておらず、価格も変わらない

### 2012年モデル
イメージモデルは川口春奈。

### 2013年モデル
2012年12月12日にホームページにて発表。イメージモデルは引き続き川口春奈。
装備
- 「空気見張るくん」（ロイヤルシリーズのみ）

タイプ
- ロイヤルエイト　　　　   27インチ　　　　 内装8段変速
- ロイヤル5  (S,L型)　　 26・27インチ　　 内装5段変速
- ロイヤル 　(S,L型)　　 27インチ　　　　 内装3段変速
- アルベルト5(S,L型)　   26・27インチ　　 内装5段変速
- アルベルト (S,L型)　　 26・27インチ　　 内装3段変速

### 2015年モデル
イメージモデルは大友花恋。

## CMキャラクター・キャッチフレーズ
- 上野樹里（2004年 - 2006年）
- 夏帆（2007年 - 2008年）
  - 2007年「GO Free!」
  - 2008年「きっといいことアルベルト」
- 志田未来＆aiko（2009年 - 2011年）
  - 2009年 - 2010年「安心性能で走ろう。」
  - 2011年「安心性能を体験しよう。」
- 川口春奈（2012年 - 2014年）
  - 2012年「今日から、アルベルト通学はじめます。」
- 大友花恋(2015年 - ）
  - 2015年「それは、学生を知りつくした通学自転車。」